# A Csillagkapu díjainak és jelöléseinek listája
Az alábbi lista a Csillagkapu című televíziós sorozat díjait, valamint jelöléseit tartalmazza.

## Szaturnusz-díj
(Academy of Science Fiction, Fantasy & Horror Films, USA)

### 2006
Kategória, jelölés eredménye, jelölt
- Legjobb színész – sorozat, Jelölés, Ben Browder
- Legjobb női mellékszereplő – sorozat, Jelölés, Claudia Black
- Legjobb kábeltévén futó sorozat, Jelölés, Stargate SG-1

### 2005
Kategória, jelölés eredménye, jelölt
- Legjobb női mellékszereplő, Győztes, Amanda Tapping
- Legjobb kábeltelevíziós sorozat, Győztes, Stargate SG-1
- Legjobb férfi főszereplő, Jelölés, Richard Dean Anderson
- Legjobb férfi mellékszereplő, Jelölés, Michael Shanks

### 2004
Kategória, jelölés eredménye, jelölt
- Legjobb kábeltelevíziós sorozat, Győztes, Stargate SG-1
- Legjobb férfi főszereplő, Jelölés, Richard Dean Anderson
- Legjobb férfi főszereplő, Jelölés, Michael Shanks
- Legjobb női mellékszereplő, Jelölés, Amanda Tapping

### 2003
Kategória, jelölés eredménye, jelölt
- Legjobb színész – sorozat, Jelölés, Richard Dean Anderson
- Legjobb kábeltelevíziós sorozat, Jelölés, Stargate SG-1

### 2002
Kategória, jelölés eredménye, jelölt
- Best Actor in a Television Series, Jelölés, Richard Dean Anderson
- Legjobb férfi mellékszereplő – sorozat, Jelölés, Christopher Judge
- Legjobb női mellékszereplő – sorozat, Jelölés, Amanda Tapping
- Legjobb kábeltelevíziós sorozat, Jelölés, Stargate SG-1

### 2001
Kategória, jelölés eredménye, jelölt
- Legjobb színész – sorozat, Jelölés, Richard Dean Anderson
- Legjobb férfi mellékszereplő – sorozat, Jelölés, Michael Shanks
- Legjobb női mellékszereplő – sorozat, Jelölés, Amanda Tapping
- Legjobb kábeltelevíziós sorozat, Jelölés, Stargate SG-1

### 2000
Kategória, jelölés eredménye, jelölt
- A legjobb televíziós sorozat, Győztes, Stargate SG-1
- Legjobb férfi televíziós mellékszereplő, Jelölés, Richard Dean Anderson
- Legjobb női mellékszereplő, Jelölés, Amanda Tapping

### 1999
Kategória, jelölés eredménye, jelölt
- Legjobb férfi főszereplő – sorozat, Győztes, Richard Dean Anderson
- Legjobb kábeltelevíziós sorozat, Jelölés, Stargate SG-1

### 1998
Kategória, jelölés eredménye, jelölt
- Legjobb férfi főszereplő – sorozat, Jelölés, Richard Dean Anderson
- Legjobb kábeltelevíziós sorozat, Jelölés, Stargate SG-1

## Emmy
(Emmy Awards)

### 2005
Kategória, jelölés eredménye, jelölt
- Outstanding Special Visual Effects for a Series, Jelölés, A "Reckoning, part II." epizódért: Michelle Comens, James Rorick, Karen Watson, Krista McLean, Craig Van Den Biggelaar, Adam De Bosch Kemper, Brett Keyes, John Tichenor, Ryan Jensen

### 2004
Kategória, jelölés eredménye, jelölt
- Outstanding Special Visual Effects for a Series, Jelölés (Lost City part 2 epizód), Michelle Comens, James Tichenor, Shannon Gurney, Bruce Woloshyn, Chris Doll, James Halverson, Craig Van Den Biggelaar, Krista McLean, Patrick Kalyn

### 2002
Kategória, jelölés eredménye, jelölt
- Outstanding Special Visual Effects for a Series, Jelölés (Revelations epizód), James Tichenor, Michelle Comens, Shannon Gurney, Robin Hackl, Adam de Bosch Kemper, Mark Breakspear, Kevin Little, Craig Van Den Biggelaar, Krista McLean
- Outstanding Special Visual Effects for a Series, Jelölés (Enemies epizód), James Tichenor, Michelle Comens, Shannon Gurney, Bruce Woloshyn, Tom Brydon, Doug Campbell, Kyle Yoneda, Greg Hansen, Brian Harder

### 2001
Kategória, jelölés eredménye, jelölt
- Outstanding Special Visual Effects for a Series, Jelölés (Small Victories epizód), James Tichenor, Michelle Comens, Robin Hackl, Aruna Inversin, Debora Dunphy, Judy D. Shane, Kent Matheson, Allan Henderson, Craig Van Den Biggelaar
- Outstanding Special Visual Effects for a Series, Jelölés (Exodus epizód), James Tichenor, Shannon Gurney, Bruce Woloshyn, Robin Hackl, Doug Campbell, Debora Dunphy, Kent Matheson, Craig Van Den Biggelaar, Rod Bland

### 2000
Kategória, jelölés eredménye, jelölt
- Outstanding Special Visual Effects for a Series, Jelölés (Nemesis epizód), James Tichenor, Michelle Comens, Kent Matheson, Craig Van Den Biggelaar, James G. Hebb, Jeremy Hoey, Bruce Woloshyn, Robin Hackl, Aruna Inversin

### 1998
Kategória, jelölés eredménye, jelölt
- Outstanding Music Composition for a Series (Dramatic Underscore), Jelölés (Nox epizód), Joel Goldsmith

## Gemini
(Gemini Awards)

### 2005
Kategória, jelölés eredménye, jelölt
- Best Visual Effects, Jelölés, a "New order, part II." epizódért: Michelle Comens, James Halverson, Brett Keyes, Krista McLean, Bradley Mullennix, James Rorick, Craig Van Den Biggelaar, Karen Watson
- Best Visual Effects, Jelölés, a "Lost City, part II." epizódért: James Tichenor, Chris Doll, Shannon Gurney, James Halverson, Krista McLean, Craig Van Den Biggelaar, Karen Watson, Bruce Woloshyn

### 2004
Kategória, jelölés eredménye, jelölt
- Best Photography in a Dramatic Program or Series, Jelölés (Nightwalkers epizód), Peter F. Woeste
- Best Visual Effects, Jelölés (Descent epizód), James Tichenor, Simon Ager, Nicholas Boughen, Tom Brydon, Michelle Comens, Matt Martell, Marc Roth, Wes Sargent, Bruce Woloshyn
- Best Visual Effects, Jelölés (Redemption, part 2. epizód), James Tichenor, Simon Ager, Michelle Comens, Adam de Bosch Kemper, Debora Dunphy, Shannon Gurney, Krista McLean, Matthew Talbot-Kelly, Craig Van Den Biggelaar, Bruce Woloshyn

### 2003
Kategória, jelölés eredménye, jelölt
- Best Visual Effects, Győztes (Revelations epizód), James Tichenor, Mark Breakspear, Adam de Bosch Kemper, Shannon Gurney, Robin Hackl, Kevin Little, Krista McLean, Craig Van Den Biggelaar
- Best Production Design or Art Direction in a Dramatic Program or Series, Jelölés, Richard Hudolin, Doug McLean, Brentan Harron, Robert Davidson, Mark Davidson, Bridget McGuire, Ivana Vasak
- Best Sound in a Dramatic Series, Kirby Jinnah, Dave Hibbert, Sina Oroomchi, Iain Pattison, Devan Kraushar, David M. Cyr

### 2002
Kategória, jelölés eredménye, jelölt
- Best Achievement in Make-Up, Jelölés, Lise Kuhr, Holland Miller, Jan Newman, Brad Proctor, Christopher Mark Pinhey, Todd Masters
- Best Visual Effects, Jelölés (Enemies epizód), James Tichenor, Tom Brydon, Doug Campbell, Michelle Comens, Shannon Gurney, Brian Harder, Craig Van Den Biggelaar, Bruce Woloshyn, Kyle Yoneda

### 2001
Kategória, jelölés eredménye, jelölt
- Best Performance by an Actress in a Continuing Leading Dramatic Role, Jelölés, Amanda Tapping
- Best Production Design or Art Direction in a Dramatic Program or Series, Jelölés, Bridget McGuire, Ivana Vasak, Mark Davidson, Brentan Harron, Robert Davidson, Richard Hudolin, Doug McLean
- Best Visual Effects, Jelölés (Tangent epizód), James Tichenor, Stephen Bahr, Michelle Comens, Shannon Gurney, Robin Hackl, Marc Roth, Craig Van Den Biggelaar, Bruce Woloshyn
- Best Visual Effects, Jelölés (Small victories epizód), James Tichenor, Wray J. Douglas, Debora Dunphy, Eric Ellefson, Shannon Gurney, Greg Hansen, Jeremy Hoey, Kent Matheson, Christine Petrov, Judy D. Shane, Craig Van Den Biggelaar

### 2000
Kategória, jelölés eredménye, jelölt
- Best Production Design or Art Direction in a Dramatic Program or Series, Győztes, Bridget McGuire, Richard Hudolin, Robert Davidson, Mark Davidson, Doug McLean, Ivana Vasak, Brentan Harron
- Best Achievement in Make-Up, Jelölés, Jan Newman, Faye von Schroeder, Christopher Mark Pinhey, Ryan Nicholson, Holland Miller
- Best Costume Design, Jelölés, Christina McQuarrie
- Best Dramatic Series, Jelölés, Robert C. Cooper, Michael Greenburg, N. John Smith, Jonathan Glassner, Brad Wright, Richard Dean Anderson
- Best Visual Effects, Jelölés, Simon Lacey, Wray J. Douglas, Kent Matheson, John Gajdecki, James Tichenor, Michelle Comens

### 1999
Kategória, jelölés eredménye, jelölt
- Best Achievement in Make-Up, Jelölés, Adam Behr, David Dupuis, Jan Newman, Monica Huppert
- Best Picture Editing in a Dramatic Program or Series, Jelölés, Daria Ellerman

### 1998
Kategória, jelölés eredménye, jelölt
- Best Performance by an Actor in a Guest Role in a Dramatic Series, Jelölés (Tin Man epizód), Jay Brazeau
- Best Visual Effects, Jelölés (Within the serpent's grasp epizód), Mark Savela, Michelle Comens, John Gajdecki, Simon Lacey

## Leo
(Leo Awards)

### 2006
Kategória, jelölés eredménye, jelölt
- Best Cinematography in a Dramatic Series, Jelölés, Jim Menard

### 2005
Kategória, jelölés eredménye, jelölt
- Dramatic Series: Best Costume Design, Győztes, Christine Mooney ("Moebius", part 2. rész)
- Dramatic Series: Best Lead Performance by a Female, Győztes, Amanda Tapping ("Threads" rész)
- Dramatic Series: Best Cinematography, Jelölés, Jim Menard ("It's Good to be King" rész)
- Dramatic Series: Best Costume Design, Jelölés, Christine Mooney ("It's Good to be King" rész)
- Dramatic Series: Best Lead Performance by a Male, Jelölés, Michael Shanks ("Threads" rész)
- Dramatic Series: Best Screenwriting, Jelölés, Peter DeLuise, ("Affinity" rész)
- Dramatic Series: Best Supporting Performance by a Male, Jelölés, Tom McBeath ("It's Good to be King" rész)
- Dramatic Series: Best Visual Effects, Jelölés, Michelle Comens, James Rorick, Krista McLean, Brett Keyes, Brian Harder ("Reckoning", part 2. rész)

### 2004
Kategória, jelölés eredménye, jelölt
- Dramatic Series: Best Lead Performance by a Female, Győztes (Grace epizód), Amanda Tapping
- Dramatic Series: Best Lead Performance by a Male, Győztes (Lifeboat epizód), Michael Shanks
- Dramatic Series: Best Make-Up, Győztes (Enemy mine epizód), Jan Newman, Todd Masters, Lise Kuhr, Rachel Griffin, Dorothee Deichmann, Mike Fields
- Dramatic Series: Best Direction, Jelölés (Heroes, part 2. epizód), Andy Mikita
- Dramatic Series: Best Supporting Performance by a Female, Jelölés (Lifeboat epizód), Teryl Rothery

### 2003
Kategória, jelölés eredménye, jelölt
- Dramatic Series: Best Make-Up, Győztes (Metamorphosis epizód), Jan Newman, Rachel Griffin, David Dupuis, Todd Masters
- Dramatic Series: Best Director, Jelölés (Unnatural selection epizód), Andy Mikita
- Dramatic Series: Best Overall Sound, Jelölés (Warrior epizód), David M. Cyr, Sina Oroomchi, Iain Pattison, Dave Hibbert
- Dramatic Series: Best Visual Effects, Jelölés (Unnatural selection epizód), James Tichenor, Shannon Gurney, Krista McLean, Karen Watson, Craig Van Den Biggelaar, Tom Brydon, Bruce Woloshyn

### 2002
Kategória, jelölés eredménye, jelölt
- Dramatic Series: Best Lead Performance – Female, Győztes (Ascension epizód), Amanda Tapping
- Dramatic Series: Best Director, Jelölés (Proving Ground epizód), Andy Mikita
- Dramatic Series: Best Visual Effects, Jelölés (Revelatoins epizód), James Tichenor, Michelle Comens, Shannon Gurney, Krista McLean, Neil McBean, Brian Harder, Adam de Bosch Kemper, Derek Stevenson, Greg Hansen, Bruce Woloshyn

### 2001
Kategória, jelölés eredménye, jelölt
- Best Production Design of Dramatic Series, Győztes (The light epizód), Richard Hudolin, Bridget McGuire, Brentan Harron, Doug McLean, Ivana Vasak, Mark Davidson, Robert Davidson
- Best Visual Effects of Dramatic Series, Jelölés (The curse epizód), Michelle Comens, Shannon Gurney, Kent Matheson, Judy D. Shane, Erik Ellefsen, Jason Macza, Rosano Lepri, Bruce Woloshyn
- Best Visual Effects of Dramatic Series, Jelölés (Small victories epizód), James Tichenor, Jean-Luc Dinsdale, Robin Hackl, Craig Van Den Biggelaar, Debora Dunphy, Kent Matheson, Judy D. Shane, Erik Ellefsen, Jason Macza, Christine Petrov, Jeremy Hoey

### 2000
Kategória, jelölés eredménye, jelölt
- Best Overall Sound in a Dramatic Series, Győztes (Nemesis epizód), Adam Boyd, Adam Gejdos, Eric Hillman, Iain Pattison, Kelly Frey, Kirby Jinnah, Paul A. Sharpe
- Best Cinematography in a Dramatic Series, Jelölés (Into the fire epizód), Jim Menard
- Best Performance by a Female in a Dramatic Series, Jelölés (Point of view epizód), Amanda Tapping
- Best Performance by a Male in a Dramatic Series, Jelölés (Forever in a day epizód), Michael Shanks
- Best Production Design in a Dramatic Series, Jelölés (The devil you know), Richard Hudolin
- Best Screenwriter of a Dramatic Series, Jelölés (A hundred days epizód), Brad Wright, Victoria James

## Golden Reel Award
(Motion Picture Sound Editors, USA)

### 1998
Kategória, jelölés eredménye, jelölt
- Best Sound Editing – Television Episodic – Music, Jelölés, Stargate SG-1
- Best Sound Editing – Television Movies of the Week – Music, Jelölés (Children of the gods epizód), Stargate SG-1

## VES Award
(Visual Effects Society Awards)

### 2005
Kategória, jelölés eredménye, jelölt
- Outstanding Visual Effects in a Broadcast Series, Jelölés (Lost city, part 2. epizód), James Tichenor, Shannon Gurney, Craig Van Den Biggelaar, Bruce Woloshyn
- Best Character Animation in a Live Action Televised Program, Music Video, or Commercial, Jelölés (Revelations epizód), James Tichenor, Craig Van Den Biggelaar, Kevin Little, Adam de Bosch Kemper

### 2003
Kategória, jelölés eredménye, jelölt
- Best Character Animation in a Live Action Televised Program, Music Video, or Commercial, Jelölés, James Tichenor, Craig Van Den Biggelaar, Kevin Little, Adam de Bosch Kemper ("Revelations" rész)

## Hugo Award

### 2005
Kategória, jelölés eredménye, jelölt
- Best Dramatic Presentation – Short Form, Jelölés, Stargate SG-1 (a "Heroes", part 1 és part 2 részekért)